# Тамара Етеймо
Тамара Етеймо (народилася 24 липня 1987 року), також відома під псевдонімом Тамара Джонс, — нігерійська Ритм-енд-блюз співачка, авторка у фільмах і піснях. З моменту її дебюту в Ноллівуді у 2011 році, відразу після того, як вона виграла сьомий випуск реаліті-шоу «Наступна кінозірка», актриса знялася в понад 50 фільмах. Вона посіла друге місце в щорічному рейтингу ноллівудських актрис Чарльза Новіа за 2013 рік і була номінована на численні нагороди. Етеймо закінчила початкову та середню школу в Порт-Гаркорті, перш ніж вступити до Університету Порт-Гаркорта, щоб вивчати театральне мистецтво. Станом на травень 2010 року вона випустила сингли «Вібрувати» і «Ні Тільки ти» зі свого дебютного студійного альбому. Вона перемогла в номінації «Наступна кінозірка» 2013 року і стверджує, що придивляється до премії «Оскар».

## Фільмографія
| Рік  | Фільм                      | Роль             | Примітки                                                                         |
| ---- | -------------------------- | ---------------- | -------------------------------------------------------------------------------- |
| 2012 | Виживання                  |                  | Нагорода «Найкраще в Ноллівуді»                                                  |
| 2013 | Пані Хтось                 |                  |                                                                                  |
| 2013 | Пошук милосердя            |                  | з Рітою Домінік, Блоссом Чуквуекву, Уті Нвачукву та Чіомою Чуквукою              |
| 2013 | Відчайдушні домівки        |                  | з Іні Едо, Десмондом Елліотом, Кеннетом Околі, Мері Лазарус                      |
| 2013 | Десь внизу                 | Лід              | з Рейчелом Оніга, Бакі Райт, Ємі Блаком                                          |
| 2013 | Сухий — наступна сторінка  |                  |                                                                                  |
| 2014 | Падіння                    |                  | з Дезмондом Елліотом, Блоссом Чуквуджекву, Адесуа Етомі                          |
| 2014 | Павутина                   |                  | з Уті Нвачукву, Фуншо Адеолу, Мері Лазарус                                       |
| 2014 | Довга ніч                  |                  |                                                                                  |
| 2014 | Зневажена допомога         |                  |                                                                                  |
| 2014 | Досвід обману              |                  |                                                                                  |
| 2014 | Копа                       |                  |                                                                                  |
| 2014 | Червоне світло вимкнено    |                  |                                                                                  |
| 2014 | Зеленоокий                 |                  |                                                                                  |
| 2014 | Ойома                      |                  |                                                                                  |
| 2014 | Неблаженний                |                  |                                                                                  |
| 2014 | Сухий                      | Медсестра Рамату | зі Стефані Окереке, Ліз Бенсон, Вільямом Макнамарою, Дарвіном Шоу та Полом Самбо |
| 2015 | Діва Наречена              |                  |                                                                                  |
| 2015 | Це про вашого чоловіка     |                  |                                                                                  |
| 2015 | Добрий самарянин           |                  | з Уейлом Оджо та імператрицею Нджамою                                            |
| 2015 | Посивів                    |                  | з Фуншо Адеолу, Стеном Нзе, Джудіт Ауду, Сейі Хантером та Ангелом Варою Ідухе    |
| 2015 | Швидка готівка             |                  | з Мері Лазарус, Кікі Омейлі, Ома Ннаді, Фані Боном і Клінтом да Дранком          |
| 2016 | 21 клас                    |                  |                                                                                  |
| 2016 | Готель Чоко                |                  | з Фемі Бранч, Самбаса Нзерібе та Дженніфер Ігбіновія                             |
| 2016 | Час вилікуватись           |                  |                                                                                  |
| 2016 | Свічка                     |                  |                                                                                  |
| 2016 | Провина                    |                  |                                                                                  |
| 2016 | Подряпаний                 |                  |                                                                                  |
| 2016 | Смертельна пастка          |                  |                                                                                  |
| 2016 | Сліпа пляма                |                  |                                                                                  |
| 2016 | Список X                   |                  |                                                                                  |
| 2016 | Одного понеділкового ранку |                  |                                                                                  |
| 2016 | Загублений у хтивості      |                  |                                                                                  |
| 2016 | Прогулянка в темряві       |                  |                                                                                  |
| 2016 | Коричневий конверт         |                  |                                                                                  |
| 2016 | Наступні двері             |                  |                                                                                  |
| 2017 | Три волоцюги і закон       |                  |                                                                                  |
| 2017 | 33 години                  |                  |                                                                                  |
| 2017 | Моя гра                    |                  |                                                                                  |
| 2017 | Чорношкірі рок             |                  |                                                                                  |
| 2017 | Прекрасна леді             |                  |                                                                                  |
| 2017 | Сім'я                      |                  |                                                                                  |
| 2012 | Гуртожиток 8               |                  |                                                                                  |
|      | Це життя                   |                  |                                                                                  |
|      | Ітохан                     |                  |                                                                                  |
| 2013 | Знайомство з сусідами      |                  |                                                                                  |
| 2014 | Мама Бомбой                |                  |                                                                                  |
| 2014 | Смарагдовий                |                  |                                                                                  |
| 2015 | Дорогий щоденник           |                  |                                                                                  |
| 2015 | З іншого боку              |                  |                                                                                  |
|      | Макбет                     |                  |                                                                                  |
|      | Зачинені двері             |                  |                                                                                  |
|      | Перцевий суп               |                  |                                                                                  |
|      | Калабарська жінка          |                  |                                                                                  |

## Нагороди та номінації
| Рік  | Номінація                                                    | Нагорода                                   | Результат  | Примітки |
| ---- | ------------------------------------------------------------ | ------------------------------------------ | ---------- | -------- |
| 2009 | Університет Порт-Харкорта (театральне мистецтво CRAB)        | Кращий студент акторської майстерності     | Перемога   |          |
| 2011 | Нью-Йоркська кіноакадемія / Деліорк                          | Кращий студент акторської майстерності     | Перемога   |          |
| 2011 | Наступна кінозірка Реаліті-шоу                               | Переможець наступної кінозірки реаліті-шоу | Перемога   |          |
| 2014 | Нагорода «Вибір глядачів» Africa Magic (Відчайдушні домівки) | Найкраща актриса другого плану             | Номінована |          |
| 2014 | GIAMA Х'юстон (Відчайдушні домівки)                          | Найкраща актриса другого плану             | Номінована |          |
| 2014 | BON 2014 (Десь внизу)                                        | Найкраща жіноча роль                       | Номінована |          |
| 2014 | NEA 2014 (Відчайдушні домівки)                               | Найкраща актриса другого плану             | Номінована |          |
| 2017 | Нагорода Acia в Атланті (Падіння)                            | Найкраща актриса другого плану             | Перемога   |          |
| 2019 | Нагороди «Найкраще з Ноллівуду».                             | Краща актриса в головній ролі — англ       | Перемога   | [ 11 ]   |
| 2021 | Чисті відзнаки                                               | Актриса, яку найчастіше шукають            | Номінована | [ 12 ]   |